# Coptopsylla lamellifer
Coptopsylla lamellifer är en loppart som först beskrevs av Wagner 1895.  Coptopsylla lamellifer ingår i släktet Coptopsylla och familjen Coptopsyllidae.

## Underarter
Arten delas in i följande underarter:
- C. l. lamellifer
- C. l. ardua
- C. l. dubinini
- C. l. formozovi
- C. l. rostrata
- C. l. tarimensis
- C. l. tilufanensis